# The Abbey Road Sessions
The Abbey Road Sessions er et opsamlingsalbum med den australske sangerinde Kylie Minogue, udgivet den 24. oktober 2012 på pladeselskabet Parlophone. Albummets primære producere var Steve Anderson og Colin Elliot, og det blev indspillet i Abbey Road Studios i London med Minogues normale band og et stort orkester i november 2011. 
Den første single "Flower", som oprindeligt blev skrevet i 2007, var albummets eneste nye sang. Albummet fik generelt positive anmeldelser, dog var nogle anmeldere kritiske over hendes anvendelse af orkestermusik.
Kylie Minogue promoverede efterfølgende albummet med flere live-optrædener.

## Sange
| #   | Titel                                       | Sangskriver(e)                                                            | Længde |
| --- | ------------------------------------------- | ------------------------------------------------------------------------- | ------ |
| 1.  | "All the Lovers"                            | Jim Eliot, Mima Stilwell                                                  | 3:22   |
| 2.  | "On a Night Like This"                      | Steve Torch, Mark Taylor, Graham Stack, Brian Rawling                     | 3:00   |
| 3.  | "Better the Devil You Know"                 | Mike Stock, Matt Aitken, Pete Waterman                                    | 3:58   |
| 4.  | "Hand on Your Heart"                        | Stock, Aitken, Waterman                                                   | 3:36   |
| 5.  | "I Believe in You"                          | Kylie Minogue, Scott Hoffman, Jason Sellards                              | 2:48   |
| 6.  | "Come into My World"                        | Cathy Dennis, Rob Davis                                                   | 3:32   |
| 7.  | "Finer Feelings"                            | Stock, Waterman                                                           | 3:35   |
| 8.  | "Confide in Me"                             | Anderson, Dave Seaman, Edward Barton                                      | 4:08   |
| 9.  | "Slow"                                      | Minogue, Dan Carey, Emilíana Torrini                                      | 4:08   |
| 10. | "The Loco-Motion"                           | Gerry Goffin, Carole King                                                 |        |
| 11. | "Can't Get You Out of My Head"              | Dennis, Davis                                                             | 3:33   |
| 12. | "Where the Wild Roses Grow" (med Nick Cave) | Cave                                                                      | 4:05   |
| 13. | "Flower"                                    | Anderson, Minogue                                                         | 3:31   |
| 14. | "I Should Be So Lucky"                      | Stock, Aitken, Waterman                                                   | 3:14   |
| 15. | "Love at First Sight"                       | Minogue, Richard Stannard, Julian Gallagher, Ash Howes, Martin Harrington | 3:35   |
| 16. | "Never Too Late"                            | Stock, Aitken, Waterman                                                   | 3:01   |